# Strung
Strungul (engleză lathe) este o mașină-unealtă folosită pentru prelucrarea suprafețelor de revoluție, a suprafețelor plane frontale, a suprafețelor elicoidale - filete, în care piesa de prelucrat execută mișcarea principală de rotație, iar scula execută mișcările de avans rectilinii. Scula așchietoare este un cuțit de strung. Utilizând diferite tipuri de scule se pot efectua și alte operații, ca de exemplu găurire, adâncire cu adâncitor, alezare cu alezor, filetare cu tarod sau filieră, zimțuire, rectificare etc.

## Clasificarea strungurilor
Strungurile pot fi clasificate după diverse criterii, ca de exemplu:
- după poziția axei arborelui principal există strunguri orizontale și strunguri carusel sau verticale;
- după gradul de automatizare: strunguri cu comandă manuală, strunguri cu comandă numerică, strunguri semiautomate, strunguri automate;
- după gradul de universalitate: strunguri universale, strunguri specializate (de exemplu, pentru strunjirea arborilor cotiți), strunguri speciale;
- după greutate și dimensiunile de gabarit: strunguri de banc (pentru mecanică fină), strunguri mici, strunguri mijlocii strunguri grele, strunguri foarte grele.

## Strungul normal
Operații executate. Cinematica și construcția strungului normal permit următoarele operații: a) strunjirea longitudinală, folosind avansul manual sau mecanic; b) strunjirea plană frontală cu avans manual sau mecanic; c) găurirea folosind avans manual; d) executarea filetelor metrice, Whitworth, modul, Diametral Pitch.
Prelucrarea se execută cu o singură prindere a semifabricatului sau cu mai multe prinderi. Semifabricatul se fixează numai la un capăt în mandrina universală, sau pe platou, când lungimea părții în consolă nu este mult mai mare decât diametrul, sau se fixează între vârfuri, când lungimea semifabricatului depășește mult diametrul.
Pentru generarea suprafețelor pe strung sunt necesare următoarele feluri de mișcări: a) mișcarea principală de așchiere; b) mișcări de avans; c) mișcări auxiliare. 
Mișcarea principală de așchiere este mișcarea de rotație, executată de arborele principal împreună cu piesa de prelucrat. Această mișcare este obținută de la motorul electric de antrenare și transmisă la arborele principal printr-un lanț cinematic. Pentru obținerea gamei de turații, raportul de transmitere al lanțului cinematic poate fi variat continuu sau în trepte.
Mișcarea de avans este executată de cuțitul de strung și poate fi rectilinie sau curbilinie. La prelucrarea suprafețelor cilindrice, exterioare sau interioare, mișcarea de avans este paralelă cu axa de rotație a piesei de prelucrat. Pentru generarea suprafeței conice, traiectoria rectilinie a vârfului cuțitului este înclinată față de axa de rotație a piesei de prelucrat. Atunci când direcția mișcării de avans este perpendiculară pe axa de rotație a piesei se obține suprafața plană frontală. Prin combinarea mișcării de avans longitudinal cu  cea de avans transversal, cu un raport variabil, se obține traiectoria curbilinie a sculei, generându-se o suprafață profilată.
Dintre mișcările auxiliare fac parte mișcări de avans rapid de apropiere a sculei sau de retragere rapidă a sculei. 
Părți componente. Principalele părți și ansambluri componente ale strungului sunt: batiul strungului pe care sunt amplasate păpușa fixă (cutia de viteze), căruciorul deplasabil pe ghidajele batiului, păpușa mobilă. Alte ansambluri sau părți componente sunt mandrina universală, suportul port-sculă, sania transversală și sania longitudinală, montate pe cărucior; bara de avans și șurubul conducător.
Pe cutia căruciorului sunt dispuse roțile de mână pentru transmiterea manuală a mișcărilor de avans, pentru inversarea sensului mișcării de avans de lucru, pentru cuplarea transmiterii mecanice a avansului longitudinal, tranversal, pentru avansul de filetare.
Parametrii caracteristici ai strungului normal sunt: a) diametrul maxim ce se poate prelucra, piesa rotindu-se deasupra batiului și fiind prinsă în consolă; b) diametrul ce se poate prelucra când semifabricatul este sprijinit și cu vârful păpușii mobile, deci piesa de prelucrat trebuie să se rotească deasupra saniei transversale; c) distanța maximă între vârfurile păpușii fixe și păpușii mobile.

## Strunguri revolver
Strungurile revolver se caracterizează prin subansamblul suportului de scule, denumit cap revolver, în care se pot fixa mai multe tipuri de scule. Prin rotirea de divizare a capului revolver, scula necesară se aduce în dreptul semifabricatului de prelucrat, în spațiul de lucru.
Strungurile revolver pot fi: a) cu cap revolver orizontal (la care axa de rotație a capului revolver este orizontală); b) cu cap vertical, tip „turelă” (la care axa de rotație a capului revolver este verticală); c) strunguri revolver cu turelă portscule, cu axa înclinată. Strungurile revolver cu cap orizontal sunt destinate prelucrării semifabricatelor în formă de bară, pe când cele verticale - prelucrării semifabricatelor turnate sau forjate. Particularitatea constructivă a strungurilor revolver este lipsa păpușii mobile și prezența unui cărucior longitudinal pe care este montat capul revolver. Strungurile revolver cu axă verticală a capului revolver au și o sanie transversală, care permite să se efectueze operații de retezare și de strunjire profilată. Parametrii caracteristici ai strungurilor revolver sunt: diametrul maxium al barei ce poate trece prin alezajul arborelui principal; diametrul maxim al piesei de prelucrat ce poate fi prinsă în mandrină; diametrul maxim ce se poate roti deasupra batiului.
Pe strungurile revolver se pot executa: strunjirea suprafețelor cilindrice și profilate, găurirea, lărgirea găurilor, alezarea, strunjirea frontală, strunjirea canalelor, retezarea. Strunjirea transversală (frontală) la strunguri revolver cu disc portscule (cu axa orizontală) se realizează prin rotirea discului portscule, iar la strungurile revolver cu turelă se realizează prin folosirea unei sănii de retezat cu care este utilat strungul.

## Strunguri de detalonat
Detalonarea se utilizează la prelucrarea suprafețelor de așezare ale dinților unor scule profilate, cum sunt frezele pentru danturare, frezele profilate, tarozii etc. Detalonarea se efectuează pentru a se asigura constanța formei și dimensiunilor profilului dinților, după reascuțirea sculelor pe fața de degajare a dinților.
Strungul de detalonat se aseamănă constructiv cu strungul normal (universal), cu deosebirea că scula (cuțitul) execută în plus o mișcare radială alternativă, care împreună cu mișcarea principală de rotație generează traiectoria directoarei suprafeței de detalonat. Pentru executarea acestei mișcări radiale, căruciorul are o construcție specială și un lanț cinematic special de divizare. La detalonarea unei freze-disc este necesară numai mișcarea de  rotație a frezei și mișcarea alternativă radială de detalonare a cuțitului. Numărul de curse duble ale mișcării radiale de detalonare, raportat la o rotație a frezei este egal cu numărul dinților frezei de detalonat. Aceasta reprezintă detalonarea radială. La detalonarea unei freze cilindrice cu dinți drepți, căruciorul trebuie să execute și o mișcare de avans longitudinal, în scopul prelucrării pe toată lungimea dinților frezei. Aceasta constituie detalonarea radială cu avans longitudinal.
La detalonarea oblică executată în scopul uniformizării mărimii unghiului de așezare lateral al sculei detalonate, operația de detalonare se face oblic. În acest caz, traiectoria directoare este o elice conică.
Detalonarea pe elice este necesară pentru detalonarea frezelor cilindrice cu dinți înclinați sau a frezelor melc. În acest caz sunt necesare trei mișcări:  rotația piesei de detalonat, mișcarea radială a cuțitului și deplasarea axială a acestuia. Prin deplasarea axială, cuțitul urmărește elicea după care sunt dispuși dinții frezei melc. La detalonarea pe elice, lanțul cinematic de detalonare trebuie să includă un mecanism diferențial, care asigură însumarea la mișcarea de detalonare a unei  mișcări suplimentare.

## Strunguri CNC
Strungurile cu comandă numerică prin calculator sunt strunguri CNC (CNC = Computerized numerical control). Strungurile cu comandă numerică se pot împărți în strunguri cu prinderea piesei în mandrină  (pentru prelucrarea pieselor având raportul lungime/diametru L/D = 0,25...1,0) și strunguri pentru prinderea pieselor în mandrină și vârfuri, pentru prelucrarea pieselor având raportul L/D = 1,0...10 și peste. În schemele constructive tipice ale strungurilor cu comandă numerică se includ atât modele constructive de bază cât și modificări constructive ale acestora, cum sunt: cu cap revolver, cu magazin de scule, cu mai multe cărucioare, cu doi arbori principali etc. La această categorie de strunguri se asigură schimbarea automată a sculelor. În schema tradițională de amplasare a sculelor, acestea se fixează în portcuțitul de pe cărucior. Sunt larg răspândite strungurile NC cu cap revolver pe cărucior. De asemenea, sunt răspândite strunguri cu două capuri revolver, cu cap revolver și cărucior, cu două cărucioare. La fabricația de serie mare se folosesc strunguri NC cu doi și trei arbori principali cu capuri revolver.

## Strunguri automate
Strungurile automate sunt strunguri la care toate mișcările de comandă și auxiliare se execută automat, fără intervenția muncitorului, acesta având numai rolul de a supraveghea mașina-unealtă, de a o alimenta cu semifabricate sub formă de bare sau bucăți și de a regla mașina-unealtă.
În raport cu numărul arborilor principali, strungurile automate pot fi:
- strunguri monoax, cu ajutorul cărora se pot realiza cicluri de lucru care cuprind prelucrări prin strunjire, găurire, filetare, alezare etc.
- strunguri multiaxe, care constituie mașini-unelte supuse unui proces de agregare, prelucrarea pieselor efectuându-se pe mai multe posturi de lucru.

După natura prelucrărilor se disting trei grupe de strunguri automate monoax:
- strunguri automate monoax de retezat și profilat, destinate realizării operațiilor de retezare și profilare, suporții sculelor având numai mișcare de avans transversal;
- strunguri automate monoax pentru strunjit longitudinal;
- strunguri automate monoax cu cap revolver, destinate prelucrărilor complexe, atât pe direcție longitudinală, cât și pe direcție transversală. Capul revolver este un dispozitiv portscule multiplu, cu posibilități de rotire, indexare și respectiv, deplasare pe direcție longitudinală cu ajutorul unei sănii.

Strungurile automate multiaxe pot fi cu arbori principali orizontali sau verticali și se construiesc cu cinci, șase, opt sau doisprezece arbori de lucru.